# Nicola Piovani
Nicola Piovani (Roma, Itàlia, 26 de maig de 1946) és un pianista, compositor de cinema i director d'orquestra italià, guanyador d'un Oscar l'any 1998 per La vida és bella.

## Biografia
Nicola Piovani va néixer a Roma (Itàlia) el 26 de maig de 1946. Després del batxillerat, Piovani es va matricular a la Universitat Sapienza de Roma, i va obtenir la seva llicenciatura en piano pel Conservatori Verdi de Milà el 1967. Posteriorment va estudiar orquestració amb el compositor grec Manos Hadjidakis.
Començava la seva carrera escrivint música per a documentals a Itàlia durant els últims anys de la dècada del 1960. Componia la seva primera pel·lícula el 1970, i després vingueren títols com Il Profumo Della Signora In Nero (1973), Flavia the Heretic (1974), La Notte di San Lorenzo (1982), Chaos (1984) i Il Camorrista (1985).
Després de la mort de Nino Rota el 1986, Piovani esdevenia el compositor elegit pel director Federico Fellini, escrivint la música per a Ginger and Fred (1986), Intervista (1987) i The Voice of the Moon (1990), que alçaven el seu perfil internacional. A partir de llavors, els seus èxits internacionals han inclòs Dear Diary (1994), La Stanza Del Figlio (2001), Pinotxo (2002), i naturalment la guanyadora d'un Oscar La vida és bella (1997), dirigida per Roberto Benigni.
El 2005 va ser membre del jurat del 27è Festival Internacional de Cinema de Moscou. Com a curiositat, abans del seu èxit de l'Oscar el 1997, alguns poc informats no es creien que Piovani era una persona real, pensant que era un altre pseudònim utilitzat per Ennio Morricone.